# Andrena similis
Andrena similis ist eine Sandbiene aus der Familie Andrenidae. Sie ist eine solitäre, nestbauende Biene, die jährlich eine Generation hat und in Deutschland von Mai bis Juli fliegt. Auf Deutsch wird sie manchmal „Rothaarige Kleesandbiene“ genannt.

## Merkmale
A. similis ist eine mittelgroße Sandbiene, mit einer Länge von ca. 10 bis 12 mm (Weibchen). Sie ist sehr ähnlich wie A. wilkella und A. ovatula, jedoch weitgehend rostrot behaart. Der Hinterleib ist nur wenig behaart, mit schmalen weißen Endbinden an den Tergiten. Das Männchen hat ein relativ langes zweites Geißelglied.
Zur sicheren Bestimmung ist Vergleichsmaterial und Spezialliteratur nötig.

## Verbreitung und Lebensraum
Diese Sandbiene ist weit verbreitet, von Portugal über Mittel- und Osteuropa bis Kasachstan und China (Xinjiang). Sie kommt auch in Großbritannien und im Süden von Skandinavien vor. Nach Süden ist sie bis Israel, Iran und Afghanistan zu finden. In Deutschland, Österreich und der Schweiz ist sie in allen Regionen verbreitet, wenn auch nicht häufig.
Die Biene ist auf trockenen Wiesen und an Waldsäumen verbreitet, sowie an Sand-, Kies- und Lehmgruben.

## Lebensweise
Die Weibchen graben ihr Nest in den Boden von kahlen oder schütter bewachsenen Flächen. Ihre Nester sind in sandigem Boden oder in Löss, manchmal auch in lehmigen Böden, an Waldrändern oder besonnten Hohlwegen. Die Weibchen sind auf Schmetterlingsblütler (Fabaceae) spezialisiert, also oligolektisch.
Parasiten: Als Kuckucksbienen parasitieren die Wespenbiene Nomada striata und vermutlich N. fulvicornis.  Erwachsene Bienen sind manchmal von dem Fächerflügler Stylops thwaitesi befallen.

## Systematik
A. similis gehört zu der Untergattung Taeniandrena und innerhalb dieser zur Andrena-ovatula-Gruppe, sie ist nahe mit A. ovatula,  A. wilkella, A. producta, A. intermedia und A. gelriae verwandt.
A. similis wurde teilweise mit A. ocreata gleichgesetzt, die Situation ist aber nicht ganz klar. In der Regel gilt A. ocreata als Nomen dubium. Es ist auch nicht klar, ob A. similis und A. russula (Algerien) konspezifisch sind. Es wurden Unterarten von A. similis beschrieben, bei denen aber nicht klar ist, ob es wirklich Unterarten oder vielleicht getrennte Arten oder Synonyme sind. Insgesamt ist für diesen Komplex eine genauere Revision nötig.
Unterarten:
- ssp. caraimica (Ukraine)
- ssp. crocoventris (Mittel- und Süditalien, Sizilien)
- ssp. cyprisina (Zypern)